# Reinoud Van Mechelen
Reinoud Van Mechelen (Leuven, 1987) is een Belgisch tenor uit Vlaams-Brabant.

## Levensloop
Van Mechelen startte zijn muzikale carrière op vroege leeftijd door mee te zingen bij het kinderkoor Clari Cantuli. Op zijn achttiende begon hij aan het stedelijk conservatorium in Leuven zanglessen te volgen bij Anne Mertens en Nicolas Achten.
Het hieropvolgende jaar ving hij zijn studies aan op het Koninklijk Conservatorium van Brussel bij Lena Lootens. Nadat hij de bachelorstudie afsloot ging hij verder onder de begeleiding van Dina Grossberger.
Hij volgt verscheidene masterclassmodules en -stages om zich verder te vervolmaken. De belangrijkste hiervan bij:
- Greta De Reyghere
- Isabelle Desrochers
- Frédérick Haas
- Claire Lefilliâtre
- Alain Buet
- Jean-Paul Fouchécourt
- François-Nicolas Geslot
- Howard Crook

Hij werkt regelmatig als solist en ensemblezanger. Zo maakte hij deel uit van o.a. Le Jardin des Voix, Les Arts Florissants, Frascati Vocal en trad hij op in de opera van Rouen, het Festival d'Aix-en-Provence en het Edinburgh Festival.
Van Mechelen bezit een malse, hoge tenorstem die zeer geschikt is voor Franse barokmuziek.

## A Nocte Temporis
In 2016 richtte Van Mechelen zijn eigen ensemble A Nocte Temporis op. Hij wil zo historisch geïnformeerde muziek brengen. Het ensemble heeft al op veel plaatsen en festivals opgetreden waar onder in de Opéra de Lille, deSingel, AMUZ, de Chapelle Royale du Château de Versailles, Wigmore Hall, Bozar, Festival Oude Muziek Utrecht, Festival de Saintes en Salle Gaveau.

## Discografie[2]
| Jaar      | Opera                                  | Rol                   | Waar                                     |
| --------- | -------------------------------------- | --------------------- | ---------------------------------------- |
| 2011      | Atys (Lully)                           | Zéphir                | Opéra Royal du Château de Versailles     |
| 2012      | David et Jonathas (Charpentier)        | Tenor                 | Festival d’Aix-en-Provence               |
| 2013      | L'Egisto (Cavalli)                     | Lidio                 | Grand Théâtre de Luxembourg              |
| 2014      | King Arthur (Purcell)                  | Tenor                 | De Munt                                  |
| 2015      | Les Fêtes Vénitiennes (Campra)         | Haute contre          | Opéra Comique                            |
| 2015      | Dardanus (Rameau)                      | Dardanus              | Opéra national de Bordeaux               |
| 2016      | Zoroastre (Rameau)                     | Zoroastre             | Festival Radio France Montpellier        |
| 2016      | Zoroastre (Rameau)                     | Zoroastre             | Festival d'Aix-en-Province               |
| 2017      | Médée (Charpentier)                    | Jason                 | Opernhaus Zürich                         |
| 2018      | Pygmalion (Rameau)                     | Pygmalion             | Opéra de Dijon                           |
| 2018      | Die Zauberflöte (Mozart)               | Tamino                | De Munt                                  |
| 2018      | Hippolyte et Aricie (Rameau)           | Hippolyte             | Staatsoper Unter den Linden              |
| 2019      | Armide (Lully)                         | Renaud                | Théâtre des Champs-Élysées               |
| 2019      | King Arthur (Purcell)                  | Tenor 1               | Staatsoper Unter den Linden              |
| 2019/2020 | Les Pêcheurs de Perles (Bizet)         | Nadir                 | Opéra de Toulon                          |
| 2020      | Hippolyte et Aricie (Rameau)           | Hippolyte             | Opéra Comique                            |
| 2020      | L'Incoronazione di Poppea (Monteverdi) | Arnalta               | Théâtre des Champs-Élysées               |
| 2020/2021 | La Belle Hélène (Offenbach)            | Pâris                 | Opéra Royal Wallonie-Liège               |
| 2021      | Hippolyte et Aricie (Rameau)           | Hippolyte             | Staatsoper Unter den Linden              |
| 2021      | Titon et l'Aurore (de Mondonville)     | Titon                 | Opéra Comique                            |
| 2021      | Didon (Piccinni)                       | Enée                  | Théâtre des Champs-Élysées               |
| 2022      | Titon et l'Aurore (de Mondonville)     | Titon                 | Opéra Royal du Château de Versailles     |
| 2022      | Cosi fan tutte (Mozart)                | Ferrando              | Opera Ballet Vlaanderen                  |
| 2022      | Platée (Rameau)                        | Mercure               | Opéra National de Paris                  |
| 2022      | David et Jonathas (Charpentier)        | David                 | Opéra Royal du Château de Versailles     |
| 2022      | Zoroastre (Rameau)                     | Zoroastre             | Théâtre des Champs-Élysées               |
| 2023      | Médée (Charpentier)                    | Jason                 | Staatsoper Unter den Linden              |
| 2023      | Médée (Charpentier)                    | Jason                 | Gran Teatre del Liceu Barcelona          |
| 2023      | Castor et Pollux (Rameau)              | Castor                | Théâtre des Champs-Élysées               |
| 2023      | Dialogues des Carmélites (Poulenc)     | Chevalier de la Force | Opéra Royal Wallonie-Liège               |
| 2023      | Les Boréades (Rameau)                  | Abaris                | Théâtre des Champs-Élysées               |
| 2024      | Médée (Charpentier)                    | Jason                 | Opéra National de Paris                  |
| 2024      | Médée (Charpentier)                    | Jason                 | Teatro Real                              |
| 2024      | Iphigénie en Tauride (Campra)          | Pylade                | Théâtre des Champs-Élysées               |
| 2024      | Atys (Lully)                           | Atys                  | Opéra Royal du Château de Versailles     |
| 2024      | Orphée et Eurydice (Gluck)             | Orphée                | Festival de Beaune                       |
| 2024      | Iphigénie en Tauride (Gluck)           | Pylade                | Opera Ballet Vlaanderen                  |
| 2025      | David et Jonathas (Charpentier)        | David                 | Opéra Royal du Château de Versailles     |
| 2025      | Persée (Lully)                         | Mercure               | Théâtre des Champs-Élysées               |
| 2025      | Castor et Pollux (Rameau)              | Castor                | Opéra National de Paris - Palais Garnier |

## Samenwerkingen
- Nicolas Achten
- William Christie
- Hervé Niquet
- Christophe Rousset
- Kris Stroobants

## Opnamen
Hij werkt regelmatig mee aan opnames die warm onthaald werden in de internationale pers, o.a. met Scherzi Musicali (onder leiding van Nicolas Achten).
Ook is er een opname van de uitvoering van de opera Médée in 2024 van de Opéra National de Paris met Van Mechelen als Jason.
Vanaf mei 2025 is Van Mechelen wekelijks te horen bij het radioprogramma Nieuwe Feiten op Radio 1 met Het Rad van Reinoud, waarin hij popmuziek probeert te koppelen aan klassieke muziek uit de muziekgeschiedenis.
- Bibliothèque nationale de France: cb16270325z (data)
- Gemeinsame Normdatei: 1012861821
- International Standard Name Identifier: 0000 0001 2019 2642
- Library of Congress Control Number: no2010207946
- MusicBrainz: 99089cae-cee9-47f4-8f39-004382e906ef
- Système universitaire de documentation: 194366057
- Virtual International Authority File: 160765985
- WorldCat: E39PBJcKQ6DcmV6GQThPmKVHmd